# 鲍志道
鲍志道（1743年—1801年）字诚一，号肯园，清代两淮盐务总商，安徽徽州府歙县棠樾村人，棠樾鲍氏二十四世祖，明嘉靖兵部左侍郎鲍象贤的八代孙。
鲍志道生平见于长洲（今苏州）学者王芑孙的《鲍府君行状》，《中宪大夫肯园鲍公行状》载于《歙县棠樾鲍氏宣忠堂支谱》。鲍志道生于清乾隆八年（1743年），为鲍宜瑗长子，7岁读书，11岁时因父亲经商失败、家道中落而弃儒服贾。先到江西鄱阳学徒，会计学成后前往浙江金华，经营浙盐，二十岁时到扬州，又转赴隶属泰州分司的栟茶盐场（现属南通市如东县），辅佐乡人吴尊德经营盐业，后独资经营为盐运商，在栟茶经营鲍有恒商号，在东台设有分号，由此致富。自乾隆五十年（1785年）起，鲍志道因资重引多，急公好义，颇负声望，担任两淮盐务总商二十年。
鲍志道在扬州建有几处住宅。一处为北门外瘦西湖西园曲水，乾隆后期为其所有，咸丰年间毁于兵火，现为民国初年金德斋重建。另一处在扬州新城南河下。
鲍志道虽然家道富裕，但是家中生活勤俭：“诚一拥资巨万，然其妻妇子女，尚勤中馈箕帚之事，门不容车马，不演剧，淫巧之客，不留于宅。”
同时鲍志道却捐献巨额资金，用于兴办公益及慈善事业：
- 铺路：鲍志道出资在扬州铺设康山向西至钞关（即南河下街），再向北至小东门的砖石路面。又出资修通棠樾至古虹桥、郑村、沙溪等处的山道五十余里。
- 兴学：乾隆五十五年（1790），鲍志道出资3000两重修歙县城内创建于南宋淳佑六年（1246）的紫阳书院[10]，乾隆五十九年（1794），又捐银8000两放贷给扬州商人，每年可获得960两利息，每年分两次发给书院；此外又重修城外的山间学院，又在扬州创立十二门义学。
- 修祠堂：鲍志道在晚年时，清嘉庆二至六年（1797—1801年）出资重修家乡棠樾的鲍氏支祠，及世孝祠。又增置族田，用于救济族中贫困家庭，开设族中义学。

清嘉庆年间，鲍志道花费十七两黄金，聘请两位宫廷画师到棠樾村，用两个月时间画成《鲍氏祖容像》，画中描绘鲍家先祖及长者共四十九人，从明嘉靖年间的鲍氏十五世祖到清嘉庆年间鲍氏二十五世，均身着官服，年代跨越近300年，画面鲜艳华丽，画幅巨大，长2.5米、宽1.6米。排位从上而下，男人在中间，妻妾在两边。鲍志道、鲍启运为写实画像，已故长者则按其后裔近似面貌绘制。清咸丰年间，太平军攻下歙县，在扬州经商的鲍家二十一代长孙鲍崇莹潜回棠樾，将鲍氏祖容像和族谱带回江苏东台安丰镇鲍家钱庄保管，现藏于东台鲍氏长房三十代孙鲍训声家中。
鲍志道结交文人雅士。出资资助诗人袁枚出版诗集，又慷慨捐资其妹袁机料理丧事。
清嘉庆元年（1801年）卒于扬州，年59岁。礼部尚书纪晓岚为其作传，并撰写《中宪大夫鲍公肯园暨配汪恭人墓表》。嘉庆九年，安徽巡抚王汝璧奏请，将鲍志道牌位入乡贤祠供奉。

## 家庭
- 妻子汪氏
- 长子鲍漱芳（1763—1807年）：继承总商职位，加盐运使职衔，也热衷于公益事业。
- 次子鲍勋茂：举人出身，官至通政使（正三品）；
- 弟弟鲍启运